# Episodi di Tris di cuori (quarta stagione)
La quarta stagione della serie televisiva Tris di cuori è stata trasmessa in anteprima negli Stati Uniti d'America dalla The WB tra l'8 ottobre 2000 e il 20 maggio 2001.
| nº | Titolo originale              | Titolo italiano | Prima TV USA    | Prima TV Italia |
| -- | ----------------------------- | --------------- | --------------- | --------------- |
| 1  | Things I Do for Love          |                 | 8 ottobre 2000  |                 |
| 2  | The Out of Towners            |                 | 15 ottobre 2000 |                 |
| 3  | The Truth About Cats and Dogs |                 | 22 ottobre 2000 |                 |
| 4  | The Craving                   |                 | 29 ottobre 2000 |                 |
| 5  | The Rules of Engagement       |                 | 11 marzo 2001   |                 |
| 6  | The Not-So-Hostile Takeover   |                 | 18 marzo 2001   |                 |
| 7  | The Wedding                   |                 | 8 aprile 2001   |                 |
| 8  | The Second Big Breakup        |                 | 15 aprile 2001  |                 |
| 9  | The Model Client              |                 | 22 aprile 2001  |                 |
| 10 | The Replacements              |                 | 29 aprile 2001  |                 |
| 11 | The Next Best Thing           |                 | 6 maggio 2001   |                 |
| 12 | The Forbidden Dance           |                 | 13 maggio 2001  |                 |
| 13 | The Birth Day                 |                 | 20 maggio 2001  |                 |